# Augustin Lesage
Augustin Lesage (ur. 9 sierpnia 1876 w Saint-Pierre-les-Auchel, Pas-de-Calais, zm. 21 lutego 1954 w Burbure) – francuski górnik, który został malarzem. Był niewyszkolony i uważany jest za artystę należącego do art brut.

## Życie
Lesage urodził się w rodzinie górników i od najmłodszych lat był wysyłany do pracy w kopalni.
W 1911, gdy miał 35 lat, Lesage twierdził, że słyszał głos przemawiający do niego z ciemności kopalni i mówiący mu: „Pewnego dnia zostaniesz malarzem”. Jedynym kontaktem Lesage ze sztuką w tamtym okresie jego życia była wizyta w muzeum Palais des Beaux-Arts w Lille podczas jego służby wojskowej. 
Lesage rozwinął unikalny styl, przypominający egipskie i orientalne formy architektoniczne. 
Lesage twierdził, że nigdy nie miał pojęcia, co chciałby przedstawić. „Nigdy nie mam przeglądu całej pracy w żadnym momencie jej wykonania. Moi przewodnicy mówią mi: „Poddaję się ich impulsowi”. Początkowo Lesage nie podpisywał swoich obrazów, a potem zaczął podpisywać je „Leonardo da Vinci”. Dopiero później zaczął dodawać własny podpis. Jego twórczość zaliczana jest także do nurtu spirytystycznego w sztuce. Kolekcjoner Jean Dubuffet włączył obrazy Lesage do swojej kolekcji w 1948.
Obrazy Augustina Lesage'a są prezentowane w Collection de l'Art Brut (Outsider Art Collection) w Lozannie w Szwajcarii. Po śmierci pozostawił około ośmiuset obrazów. Obecnie większość jego prac znajduje się w Lille Métropole Museum of Modern, Contemporary and Outsider Art we Francji.